# Комета з антиматерії
Комети з антиматерії та метеороїди з антиматерії — це гіпотетичні комети та метеороїди, що складаються виключно з антиматерії, а не зі звичайної матерії . Хоча їх ніколи насправді не спостерігали, і вони навряд чи існують десь у Чумацькому Шляху, було висунуто гіпотезу про їхнє існування, і їхнє існування, за умови, що гіпотеза є правильною, було запропоновано як одне з можливих пояснень різних природних явищ, що спостерігалися протягом багатьох років.

## Гіпотетичне існування
Гіпотеза про комети, що складаються з антиматерії, бере свій початок у 1940-х роках, коли фізик Володимир Рожанський у своїй статті «Гіпотеза про існування антиземної матерії» висунув припущення, що деякі комети та метеороїди можуть складатися з «контраземної» матерії (тобто антиматерії). Такі об'єкти, за твердженням Рожанського, мали б (якщо б вони взагалі існували) своє походження за межами Сонячної системи. Він висунув гіпотезу, що якщо в Сонячній системі існує об'єкт з антиматерії, він буде проявляти поведінку комет, спостережувану в 1940-х роках: у міру анігіляції його атомів з «земною» матерією інших тіл та сонячного вітру, він буде утворювати леткі сполуки і зазнавати зміни складу на елементи з меншою атомною масою. На цій основі він висунув гіпотезу, що деякі об'єкти, які були ідентифіковані як комети, насправді можуть бути об'єктами з антиматерії, припускаючи, на основі розрахунків за законом Стефана-Больцмана, що можна визначити існування таких об'єктів у Сонячній системі, спостерігаючи за їхньою температурою. Тіло з антиматерії, що піддається нормальному рівню метеоритного бомбардування (за даними 1940-х років) і поглинає половину енергії, що утворюється в результаті анігіляції звичайної матерії та антиматерії, матиме температуру 120 К (−153 °C) за даними бомбардування, розрахованими Вайлі, або 1200 К (930 °C) за розрахунками Нінінгера. У 1970-х роках, коли спостерігали комету Когоутека, Рожанський знову висунув гіпотезу про комети з антиматерії в листі до журналу Physical Review Letters і запропонував провести гамма-випромінювання комети, щоб перевірити цю гіпотезу.  
Оригінальна гіпотеза Рожанського 1940 року полягала в тому, що, можливо, єдиними тілами в Сонячній системі, які могли бути антиматерією, були комети і метеороїди, а всі інші були майже напевно звичайною матерією. Експериментальні дані, зібрані з того часу, не тільки підтвердили це обмеження, але й зробили існування реальних комет і метеороїдів з антиматерії ще більш малоймовірним. Гері Стейгман, доцент кафедри астрономії Єльського університету, у 1976 році зауважив, що космічні зонди довели — тим, що вони не були знищені під час зіткнення — що такі тіла, як Марс, Венера і Місяць, не є антиматерією. Він також зазначив, що якби будь-яка з планет або подібних тіл була антиматерією, їх взаємодія з земним сонячним вітром і величезна сила випромінювання гамма-променів, що виникла б у результаті, зробили б їх давно помітними. Він зазначив, що навіть космічних променів з антиматерії не було виявлено, оскільки всі ядра, знайдені в ході досліджень, були однорідно земними, а експериментальні дані кількох досліджень, проведених з 1961 року різними вченими, виключали наявність часткового антиматеріального складу космічних променів, більшого за 10−4 від загальної кількості. Крім того, однорідний земний характер потоку космічних променів вказує на те, що ніде в Чумацькому Шляху немає джерел важчих елементів антиматерії (таких як вуглець), оскільки (хоча це не доведено) ймовірно припустити, що вони представляють загальний склад всієї галактики. Вони є репрезентативними для галактики в цілому — згідно з логікою — і оскільки вони містять земний вуглець та інші атоми, але не містять атомів антиматерії, то, отже, в цій галактиці немає розумного джерела походження позасонячних комет з антиматерії, метеоритів або будь-яких інших об'єктів з важкими елементами великого розміру.  
Мартін Біч з Університету Західного Онтаріо (Лондон, Онтаріо, Канада) посилався на різні гіпотези та експериментальні результати, які підтверджують відсутність антиречовини у Всесвіті. Він стверджував, що будь-які комети та метеори з антиречовиною, які існують, повинні мати (принаймні) екстрасонячне походження, оскільки гіпотеза туманностей для формування Сонячної системи виключає їх сонячне походження. Будь-яка антиречовина в туманності до формування або планетарному акреційному диску має порівняно короткий час життя, в астрономічних термінах, до анігіляції з земною речовиною, з якою вона змішана. Цей час життя вимірюється сотнями років, тому будь-яка сонячна антиречовина, присутня на момент формування системи, давно була анігільована. Тому будь-які комети та метеори з антиречовиною повинні походити з іншої сонячної системи. Крім того, метеори з антиречовиною повинні мати не лише екстрасонячне походження, але й бути нещодавно (тобто протягом останніх 10⁴ ~ 10⁶ років) захопленими Сонячною системою. Більшість метеороїдів розбиваються на розміри 10⁻⁶ g протягом цього періоду часу через зіткнення метеороїдів. Таким чином, будь-який метеор з антиматерії повинен бути або екстрасонячного походження, або відколовся від комети з антиматерії, яка має екстрасонячне походження. Перші навряд чи існують згідно зі спостереженнями. Будь-який екстрасонячний метеороїд мав би гіперболічну орбіту, але менше 1% спостережуваних метеороїдів мають таку, і процес пертурбація звичайних (земних) сонячних об'єктів внаслідок планетарних зіткнень у гіперболічні траєкторії пояснює всі ці причини. Біч дійшов висновку, що постійний нульовий результат, однак, не є доказом («Відсутність доказів не є доказом відсутності», М. Різ), а одне позитивне виявлення заперечує представлені аргументи. 

## Гіпотетичні пояснення спостережуваних явищ

### Тектити
У 1947 році Мохаммад Абдур Рахман Хан, професор Османського університету та науковий співробітник Інституту метеоретики Університету Нью-Мексико, висунув гіпотезу, що комети або метеороїди з антиматерією були причиною утворення тектитів (Khan, 1947). Однак це пояснення, серед багатьох інших запропонованих пояснень походження тектитів, вважається одним з найменш імовірних. 

### Тунгуська подія 1908 року
До 1950-х років спекуляції про комети та метеороїди з антиматерії були звичайною справою для астрофізиків. Один з них, Філіп Дж. Ваятт з Університету штату Флорида, припустив, що Тунгуська подія могла бути метеором, складеним з антиматерії (Wyatt, 1958). Віллард Ліббі та Клайд Ковен розвинули ідею Вайатта (Cowan, Atluri та Libby, 1965), вивчивши світові рівні вуглецю-14 у річних кільцях дерев і помітивши надзвичайно високі рівні для 1909 року. Однак уже в 1958 році були виявлені теоретичні недоліки гіпотези, крім того, що в той же час надходили дані з перших супутників, які вимірювали гамма-випромінювання. По-перше, гіпотеза не пояснювала, як метеорит з антиматерії міг вижити на такій низькій висоті в атмосфері Землі, не зазнавши анігіляції, щойно зіткнувшись із земною матерією у верхніх шарах.

### Кульова блискавка
У 1971 році Девід Е. Т. Ф. Ешбі з Кeулхемської лабораторії і Колін Вайтхед з Британського інституту досліджень атомної енергії висунули гіпотезу, що фрагменти комет або метеоритів з антиматерії можуть бути можливою причиною кульової блискавки (Ashby та Whitehead, 1971). Вони спостерігали за небом за допомогою апарату для виявлення гамма-випромінювання і повідомили про надзвичайно високі показники в 511 кеВ (кілоелектрон-вольт), що є характерною частотою гамма-випромінювання при зіткненні електрона і позитрона. Існували природні пояснення таких показників. Зокрема, позитрони можуть утворюватися опосередковано під дією грози, оскільки вона створює нестабільні ізотопи азоту-13 та кисню-15. Однак Ешбі та Вайтхед зазначили, що в той час, коли спостерігалися показники гамма-випромінювання, грози не було. Натомість вони висунули цікаву гіпотезу про метеори з антиматерії, яка пояснювала всі їхні спостереження, і запропонували провести подальше дослідження. 

### Гамма-спалахи
Комети з антиматерії, які, як вважається, існують у хмарі Оорта, у 1990-х роках були висунуті як одна з можливих гіпотез пояснення гамма-спалахів. Ці спалахи можна пояснити анігіляцією мікрокомет з матерії та антиматерії. Вибух створював би потужні гамма-спалахи та прискорював би матерію до швидкості, близької до швидкості світла. Вважається, що ці мікрокомети з антиматерії знаходяться на відстані більше 1000 а.о. Розрахунки показали, що комети радіусом близько 1 км зменшилися б на 1 м, якби вони пройшли повз Сонце з перигелієм 1 а.о. Мікрокомети, через напруження від сонячного нагрівання, розбиваються і згорають набагато швидше, оскільки сили більш концентровані в їх невеликих масах. Мікрокомети з антиматерії згорають ще швидше, оскільки анігіляція сонячного вітру з поверхнею мікрокомети виробляє додаткове тепло. Оскільки в наступні роки було виявлено більше гамма-спалахів, ця теорія не змогла пояснити спостережуване розподілення гамма-спалахів навколо галактик-господарів та виявлення рентгенівських ліній, пов'язаних з гамма-спалахами. Відкриття в 2002 році наднової, пов'язаної з гамма-спалахом, надало переконливі докази того, що масивні зірки є джерелом гамма-спалахів. З 2002 року було виявлено більше наднових, пов'язаних з гамма-спалахами, і масивні зірки як джерело гамма-спалахів були остаточно встановлені.

### Оригінальні публікації різних гіпотез
- Khan, Mohammad Abdur Rahman (1947). Contraterrene meteorite impact theory of tektite formation. Contributions of the Meteoritical Society. 4 (35).
- Ashby, David E. T. F.; Whitehead, Colin (19 березня 1971). Is Ball Lightning caused by Antimatter Meteorites?. Nature. 230 (5290): 180—182. Bibcode:1971Natur.230..180A. doi:10.1038/230180a0. S2CID 4185789.
- Wyatt, Philip J. (26 квітня 1958). Possible Existence of Anti-Matter in Bulk. Nature. 181 (4617): 1194. Bibcode:1958Natur.181.1194W. doi:10.1038/1811194b0. S2CID 4257659.
- Cowan, Clyde; Atluri, C. R.; Libby, Willard F. (29 травня 1965). Possible Anti-Matter Content of the Tunguska Meteor of 1908. Nature. 206 (4987): 861—865. Bibcode:1965Natur.206..861C. doi:10.1038/206861a0. S2CID 4273369.

### Інше
- Sofia, Sabatino; van Horn, H. M. (15 жовтня 1975). The matter-antimatter collision hypothesis for the origin of cosmic gamma-ray bursts. AAS, American Physical Society, and New York Academy of Sciences, 7th Texas Symposium on Relativistic Astrophysics, Dallas, Tex., Dec. 16–20, 1974. Annals of the New York Academy of Sciences. Т. 262. с. 197—208. Bibcode:1975NYASA.262..197S. doi:10.1111/j.1749-6632.1975.tb31432.x.
- Sofia, Sabatino; Wilson, Robert E. (1976). Local gamma ray events as tests of the antimatter theory of gamma ray bursts (Letter to the Editor). Astrophysics and Space Science. 39 (1): L7—L11. Bibcode:1976Ap&SS..39L...7S. doi:10.1007/BF00640527. S2CID 123485559.